# Europawahl in Deutschland 1994
- SPD: 40
- Grüne: 12
- CDU: 39
- CSU: 8

- SPE: 40
- G/EFA: 12
- EVP-ED: 47

Die Europawahl in Deutschland 1994 war die vierte Direktwahl der deutschen Abgeordneten zum Europäischen Parlament und die erste nach der Deutschen Wiedervereinigung. Sie fand im Rahmen der EU-weiten Europawahl 1994 am 12. Juni 1994 statt. Für die erstmals 99 Mandate kandidierten 26 Parteien und sonstige politische Vereinigungen. Am gleichen Tag fanden auch die Kommunalwahlen im Saarland 1994 statt.

## Ergebnis
| Listen                   | Listen                                                                     | Stimmen    | %    | Mandate | +/- |
| ------------------------ | -------------------------------------------------------------------------- | ---------- | ---- | ------- | --- |
|                          | Sozialdemokratische Partei Deutschlands                                    | 11.389.697 | 32,2 | 40      | +9  |
|                          | Christlich Demokratische Union Deutschlands                                | 11.346.073 | 32,0 | 39      | +14 |
|                          | Bündnis 90/Die Grünen                                                      | 3.563.268  | 10,1 | 12      | +4  |
|                          | Christlich-Soziale Union in Bayern                                         | 2.393.374  | 6,8  | 8       | +1  |
|                          | Partei des Demokratischen Sozialismus                                      | 1.670.316  | 4,7  | –       | Neu |
|                          | Freie Demokratische Partei                                                 | 1.442.857  | 4,1  | –       | –4  |
|                          | Die Republikaner                                                           | 1.387.070  | 3,9  | –       | –6  |
|                          | Bund freier Bürger                                                         | 385.676    | 1,1  | –       | Neu |
|                          | Die Grauen – Graue Panther                                                 | 275.866    | 0,8  | –       | Neu |
|                          | Ökologisch-Demokratische Partei                                            | 273.776    | 0,8  | –       | ±0  |
|                          | Autofahrer- und Bürgerinteressenpartei Deutschlands                        | 231.265    | 0,7  | –       | Neu |
|                          | STATT Partei Die Unabhängigen                                              | 168.738    | 0,5  | –       | Neu |
|                          | Partei der Arbeitslosen und Sozial Schwachen                               | 127.104    | 0,4  | –       | Neu |
|                          | Bayernpartei                                                               | 110.778    | 0,3  | –       | ±0  |
|                          | Neues Forum                                                                | 107.615    | 0,3  | –       | Neu |
|                          | Partei Bibeltreuer Christen                                                | 93.210     | 0,3  | –       | Neu |
|                          | Die Naturgesetz Partei, Aufbruch zu neuem Bewusstsein                      | 92.031     | 0,3  | –       | Neu |
|                          | Deutsche Soziale Union                                                     | 80.618     | 0,2  | –       | Neu |
|                          | Nationaldemokratische Partei Deutschlands                                  | 77.227     | 0,2  | –       | ±0  |
|                          | Christliche Mitte – Für ein Deutschland nach Gottes Geboten                | 66.766     | 0,2  | –       | ±0  |
|                          | Christliche Liga – Die Partei für das Leben                                | 40.115     | 0,1  | –       | ±0  |
|                          | Die Unregierbaren – Autonome Liste                                         | 37.672     | 0,1  | –       | Neu |
|                          | Bürgerrechtsbewegung Solidarität                                           | 23.851     | 0,1  | –       | Neu |
|                          | Plattform Europa der ArbeitnehmerInnen und Demokratie                      | 12.992     | 0,0  | –       | ±0  |
|                          | Bund Sozialistischer Arbeiter, deutsche Sektion der Vierten Internationale | 10.678     | 0,0  | –       | ±0  |
|                          | Deutsche Familien-Partei                                                   | 2.781      | 0,0  | –       | Neu |
| Gesamt                   | Gesamt                                                                     | 35.411.414 | 100  | 99      | –   |
|                          |                                                                            |            |      |         |     |
| Ungültige Stimmen        | Ungültige Stimmen                                                          | 884.115    | 2,4  |         |     |
| Wähler                   | Wähler                                                                     | 36.295.529 | 60,0 |         |     |
| Wahlberechtigte          | Wahlberechtigte                                                            | 60.473.927 |      |         |     |
|                          |                                                                            |            |      |         |     |
| Quelle: Bundeswahlleiter |                                                                            |            |      |         |     |

### Fraktionen im Europäischen Parlament
| Fraktion | Fraktion                                         | Mandate | Partei                             | Partei                                      | Mandate |
| -------- | ------------------------------------------------ | ------- | ---------------------------------- | ------------------------------------------- | ------- |
|          | Fraktion der Europäischen Volkspartei            | 47 / 99 |                                    | Christlich Demokratische Union Deutschlands | 39 / 99 |
|          | Fraktion der Europäischen Volkspartei            | 47 / 99 | Christlich-Soziale Union in Bayern | 8 / 99                                      |         |
|          | Fraktion der Sozialdemokratischen Partei Europas | 40 / 99 |                                    | Sozialdemokratische Partei Deutschlands     | 40 / 99 |
|          | Die Grünen/Europäische Freie Allianz             | 12 / 99 |                                    | Bündnis 90/Die Grünen                       | 12 / 99 |

### Regionale Unterschiede
| Europawahl in Westdeutschland 1994Wahlbeteiligung: 59,3 % (– 4,0 %) %50403020100 40,333,911,24,20,65,6 UnionSPDGrüneFDPREPPDSSonst.Gewinne und Verlusteim Vergleich zu %p 4 2 0 −2 −4+2,5−3,4+2,8−1,4−2,9+0,6+1,7UnionSPDGrüneFDPREPPDSSonst. | Europawahl in Ostdeutschland 1994Wahlbeteiligung: 63,0 % 403020100 32,925,320,65,83,63,08,8 CDUSPDPDSGrüneFDPREPSonst. |

## Wahlrecht für EU-Ausländer
Die Europawahl 1994 war die erste Wahl zum Europäischen Parlament nach Inkrafttreten des am 7. Februar 1992 unterzeichneten Vertrags von Maastricht. Gemäß Art. 22 Abs. 2 AEUV (vormals Art. 19 Abs. 2 EGV) konnten daher alle Unionsbürger wählen, ob sie ihr aktives und passives Wahlrecht in ihrem Heimat- oder in ihrem Wohnsitzstaat ausüben. Die Einzelheiten der Ausübung des Wahlrechts bei den Europawahlen für Unionsbürger mit Wohnsitz in einem Mitgliedstaat, dessen Staatsangehörigkeit sie nicht besitzen, war durch die Richtlinie 93/109/EG des Rates vom 6. Dezember 1993 geregelt worden. Die Berechtigung ist ein Ausfluss der durch den Maastricht-Vertrag eingeführten europäischen Freizügigkeit für Unionsbürger nach Art. 21 AEUV und Artikel 45 der EU-Grundrechtecharta. Aufgrund dessen konnten in Deutschland lebende EU-Ausländer bei der Europawahl am 12. Juni 1994 erstmals an der Wahl der deutschen Vertreter im Europäischen Parlament teilnehmen.